# Copelatus parumstriatus
Copelatus parumstriatus är en skalbaggsart som beskrevs av Gschwendtner 1934. Copelatus parumstriatus ingår i släktet Copelatus och familjen dykare. Inga underarter finns listade i Catalogue of Life.